# Ареф, Мохаммад-Реза
Мохаммад-Реза Ареф слу́шайтео файле; (перс.  محمدرضا عارف ‎; род. 19 декабря 1951, Йезд) — иранский государственный деятель, политик и академик.  Первый вице-президент Ирана с 2024 года и  с 2001 по 2005 годы. Ранее служил министром технологии в первом кабинете Хатами. В настоящее время член Высшего совета культурной революции и Совета целесообразности. По образованию — инженер-электрик, профессор университета Тегерана и Технологического университета Шариф. Выставил свою кандидатуру на президентских выборах 2013 года.
28 июля 2024 года назначен на должность первого вице-президента Ирана.